# Yokosuka
Yokosuka (横須賀市, Yokosuka-shi) est une ville du Japon située sur la péninsule de Miura, dans la préfecture de Kanagawa.
La ville abritait une base navale et un chantier naval de la Marine impériale, qui laissa sa place à l'un des plus grands ports militaires, partagé entre l'US Navy et la marine japonaise.

## Géographie

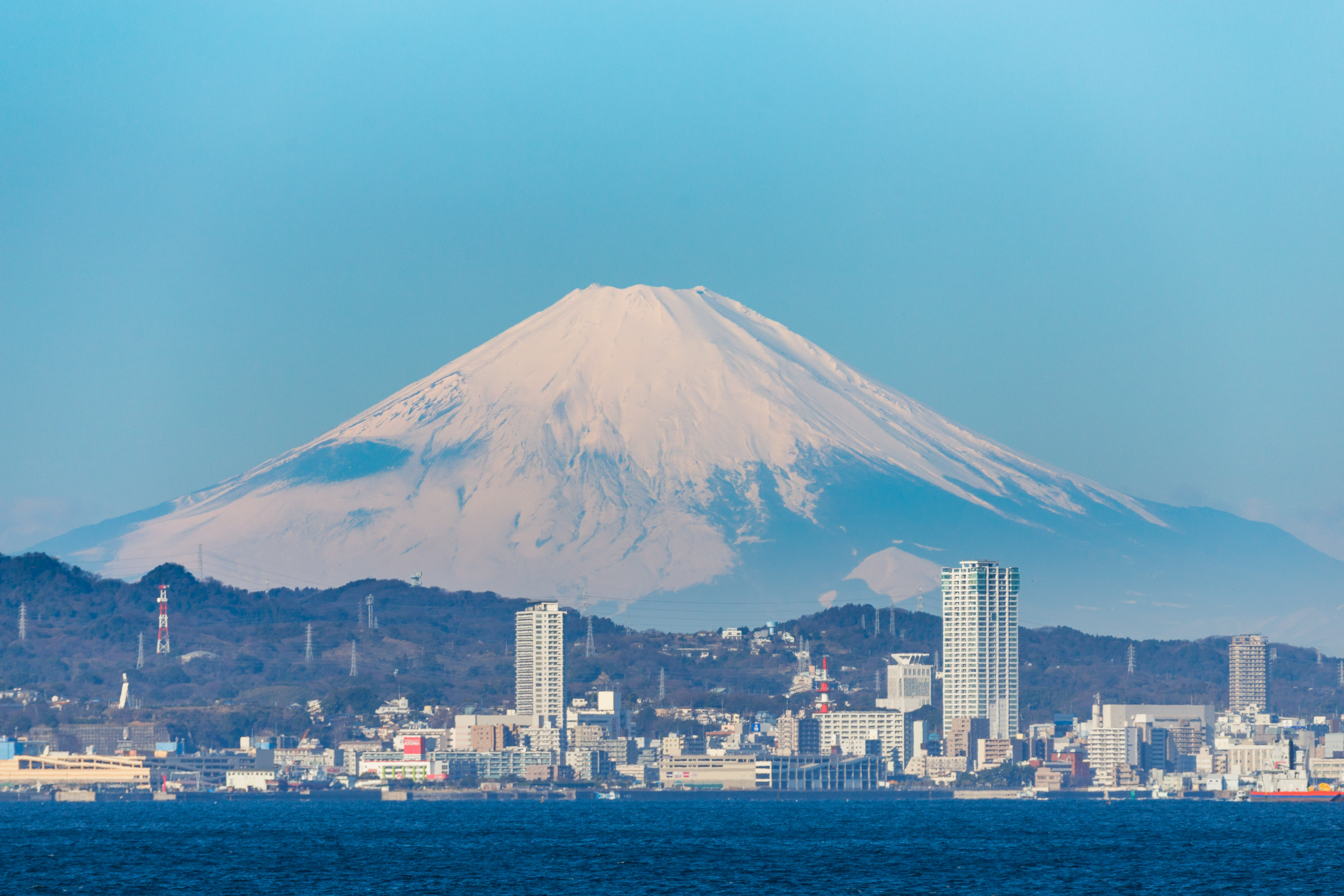
Vue de Yokosuka et du mont Fuji.

### Situation
Yokosuka est située dans la partie nord de la péninsule de Miura, bordée par la baie de Tokyo à l'est et la baie de Sagami à l'ouest. Elle fait face à la petite île inhabitée de Sarushima.

### Démographie
En octobre 2018, la population de Yokosuka était de 394 698 habitants répartis sur une superficie de 100,82 km2.

## Histoire
Le site de Yokosuka avait été choisi en 1865 par François Léonce Verny, polytechnicien français et ingénieur du génie maritime, pour être le premier arsenal japonais, parce qu'il avait la même forme, en plus petit, que la rade de Toulon. Il y installa la première cale sèche et la première fonderie moderne du pays. C'est toujours une base navale à l'heure actuelle, utilisée par les marines japonaise et américaine.
Les villages de Yokosuka et Uraga fusionnent en 1876 pour former le nouveau port. La ville fusionne en 1907 avec Toshima pour former la commune actuelle de Yokosuka.
Yokosuka obtient le statut de ville noyau en 2001.

## Culture locale et patrimoine
Le musée des Arts de Yokosuka a été inauguré en 2007.
Le cuirassé Mikasa est exposé à Yokosuka.

## Éducation
La ville abrite depuis 1953 l'Académie de défense nationale du Japon, qui forme les futurs officiers des Forces japonaises d'autodéfense.

## Transports
Yokosuka est desservie par la ligne Yokosuka de la JR East, ainsi que les lignes Keikyū et Kurihama de la Keikyū.
Depuis le 1er juillet 2021, Yokosuka est reliée à la ville de Kitakyūshū, au nord-est de l’île de Kyūshū par des liaisons maritimes régulières assurées par les car-ferries de la compagnie Tokyo Kyushu Ferry.

## Personnalités liées à la ville
- Isao Inokuma (1938-2001), judoka, champion olympique à Tokyo en 1964 (poids lourds), né à Yokosuka.
- Jun'ichirō Koizumi, ex-Premier ministre du Japon, né en 1942 à Yokosuka.
- Ushio Amagatsu (1949-2024), danseur et chorégraphe japonais, fondateur de la troupe Sankai Juku.
- Hideto Matsumoto dit hide, guitariste du groupe de J-rock/Visual kei X Japan, y est né le 13 décembre 1964.
- Léonce Verny, ingénieur français qui travaille au Japon entre 1865 et 1876 et construit les premiers chantiers navals modernes du pays à Yokosuka.
- Louis-Émile Bertin, ingénieur général du Génie maritime français qui repensa de fond en comble l'arsenal de Yokosuka à partir de 1886.
- Henri Rieunier, amiral français qui séjourna à l'arsenal de Yokosuka en 1876, puis en 1877.
- L'amiral Shigeyoshi Inoue y a résidé et enseigné l'anglais et la musique de 1945 à sa mort, en 1975.
- Rieko Kodama, créatrice de jeu vidéo, y est née en 1963.

## Dans la culture populaire
Le jeu vidéo Shenmue (1999) sur Dreamcast et sa version remasterisée (2018) sur Windows, Playstation 4 et Xbox One prend pour décor la ville de Yokosuka. La ville est reproduite de façon très réaliste dans le jeu.
La série Hai-Furi se déroule dans un lycée militaire de Yokosuka.

## Jumelages et partenariats
- Corpus Christi (Texas) (États-Unis) depuis 1962
- Brest (France) depuis 1970
- Fremantle (Australie) depuis 1979
- Medway (Royaume-Uni)